# Hit 'Em Up
Hit 'Em Up è un singolo scritto e interpretato da Tupac Shakur e dalla sua crew, Tha Outlawz.

## Descrizione
That's why I fucked yo' bitch, you fat motherfucker»
È per questo che mi sono scopato la tua puttana, fottutissimo ciccione»
(Hit 'Em Up, Tupac Shakur)
Conosciuta come uno tra i più famosi brani di diss, ovvero una canzone che si propone come diffamazione e insulto verbale a persone o gruppi. Da questo punto di vista viene largamente considerato un "classico" del genere gangsta rap, ed è il più conosciuto tra i diss di Tupac. Il brano campiona il pezzo di Dennis Edwards Don't Look Any Further e ripete «take money» in sottofondo facendo il verso al brano della Junior M.A.F.I.A. intitolato Get Money. L'hook cantato da Tupac riprende le note della canzone Players Anthem del gruppo Junior M.A.F.I.A. nella quale compare anche Notorious B.I.G.
Tupac ha dedicato Hit 'Em Up a due altri artisti hip hop, Notorious B.I.G. e Sean "Puffy" Combs. Tupac credeva che fossero stati questi ultimi i mandanti dell'attentato al rapper avvenuto il 30 novembre 1994 a New York.
Diatriba brutale, Hit 'Em Up è stata pubblicata come lato B del singolo How Do U Want It del 1996. Oltre a Biggie e Puffy, sono presi di mira Lil' Kim e Junior M.A.F.I.A., Chino XL, e la Bad Boy Records. Originariamente concepito come diss contro Jay-Z, prese la forma finale dopo che Hussein Fatal degli Outlawz convinse Shakur che Jay-Z non dovesse essere attaccato, in quanto non aggressivo con 2Pac. I diversi secondi di silenzio nell'outro prima della frase «Fuck you die slow motherfucker, my 4-4 make sure all y'all kids don't grow» facevano parte della versione contro Jay-Z, situazione verificabile dalle registrazioni in studio effettuate da Shakur.
Molti ritengono che in questo brano Shakur, anche nell'ambito del dissing, sia andato "oltre", vantandosi di essere andato a letto con la moglie di Notorious, Faith Evans e attaccando Prodigy dei Mobb Deep per la sua anemia falciforme. Molti ascoltatori e critici musicali hanno deprecato l'incitamento alla violenza che ha contribuito alla tragica opposizione tra West Coast e East Coast, in una escalation che portò infine alla morte dello stesso Tupac e di Biggie. Nessuna di queste critiche sembra aver preoccupato 2Pac che andava fiero della canzone, definendola "Classic battle record" ("classico disco da battaglia") e considerandola degna risposta al brano di Biggie intitolato Who Shot Ya?. Shakur era infuriato con Biggie anche per la pubblicazione della suddetta canzone, uscita provocatoriamente solamente un mese dopo la sparatoria di New York, e sebbene nel pezzo il nome di Shakur non viene citato, egli credeva fosse diretta a lui. Tupac confermò di aver composto Hit 'Em Up in risposta a Who Shot Ya? Nel corso di un'intervista rilasciata alla rivista Vibe, il rapper accusò Sean "Puffy" Combs e Biggie Smalls di essere coinvolti come mandanti nell'aggressione armata nei suoi confronti, o comunque di non averlo avvertito anche se erano a conoscenza dell'attacco.

## Pubblicazione
Hit 'Em Up fu inizialmente pubblicata come B-side, del singolo How Do U Want It, a nome Shakur featuring Outlawz Immortalz, il 4 giugno 1996 dalla Death Row Records. Hit 'Em Up uscì in formato compact disc, 12", e vinile a 45 giri. La copertina originale del singolo mostrava la testa di Puffy sul corpo di un serpente e quella di Biggie sul corpo di un maiale. In seguito il brano è stato inserito in varie compilation del rapper statunitense, inclusa la versione originale della raccolta Greatest Hits del 1998 e in una versione dal vivo negli album 2Pac Live del 2004 e Live at the House of Blues del 2005. Una versione remixata di Hit 'Em Up è apparsa in Nu-Mixx Klazzics. Inoltre la canzone è stata inserita nella compilation Death Row Greatest Hits.

## Tracce
1. How Do U Want It (feat. K-Ci & JoJo) – 4:48
2. Hit 'Em Up (feat. Tha Outlawz) - 5:13

## Video
Il video musicale di Hit 'Em Up fu girato in un magazzino dismesso sulla Slauson Avenue vicino al Fox Hills Mall di Los Angeles nel maggio 1996. Le riprese furono effettuate dalla Look Hear Productions. Shakur rappa in una stanza bianca insieme ai The Outlawz, e anche su sfondo porpora e in una stanza nera con fori di proiettili sullo sfondo. I monitor TV sullo sfondo mostrano immagini di Shakur, Puffy e Biggie Smalls, e persino spezzoni del video Made Niggaz. Il video vede la presenza di attori che impersonano alcuni dei personaggi attaccati in Hit 'Em Up. Questi includono Biggie, Puffy e Lil' Kim, alla quale Tupac strappa la parrucca.
Come la canzone stessa che doveva promuovere, anche il video di Hit 'Em Up è diventato celebre e famigerato allo stesso tempo. Il video è stato incluso nel DVD Tupac: Live at the House of Blues.

## Reazioni da parte di Biggie e Puffy
Dopo aver ascoltato Hit 'Em Up, Biggie continuò a proclamare la propria innocenza relativamente alla sparatoria nella quale era stato coinvolto Tupac. Egli inoltre fece notare che il brano Who Shot Ya? era stato composto prima che sparassero a Shakur e quindi, non era diretto a lui. Riguardo agli insulti alla moglie Faith, Biggie disse di non trovare conferma di quanto affermato da Shakur. Credeva che Shakur avesse voluto attaccarlo attraverso Faith, anche se rimase nel dubbio se fosse avvenuto o meno un incontro sessuale tra loro. Alla fine, decise che se qualcosa era veramente successo tra i due in passato, non era affare suo, e che Shakur non avrebbe dovuto divulgare la notizia pubblicamente in una canzone. Poco tempo dopo la pubblicazione di Hit 'Em Up, Faith Evans andò alla radio e negò decisamente di avere avuto una relazione con Shakur.
Puff Daddy ebbe difficoltà a comprendere la rabbia che Shakur aveva espresso nei confronti di Biggie in Hit 'Em Up. Inoltre ribadì l'estraneità sua e di Biggie riguardo alla sparatoria e aggiunse che prima dell'incidente erano amici, e che "non avrebbe mai fatto nulla per arrecargli danno". In un'intervista rilasciata a Vibe Magazine circa le accuse di Shakur a Biggie e Puffy per il coinvolgimento nella sparatoria dove era rimasto ferito, Puffy disse: